# Reinhard Demoll
Reinhard Demoll (Kenzingen, 3 dicembre 1882 – Monaco di Baviera, 25 marzo 1960) è stato uno zoologo tedesco.

## Biografia
Demoll è stato professore all'Università Ludwig Maximilian di Monaco di Baviera e rettore della stessa università negli anni 1932-1933. Il suo lavoro scientifico era incentrato sull'inquinamento dell'acqua.

## Opere
- Bändigt den Menschen - Gegen die Natur oder mit ihr? (Ketten für Prometheus)[collegamento interrotto], Verlag F. Bruckmann München, 1954
- Früchte des Meeres, Springer-Verlag, 1957